# Økolingvistik
Økolingvistik eller den økologiske tilgang til sproglig kommunikation repræsenterer et  nyere felt indenfor sprogvidenskab. Sprogforskningsområdet udvides fra sociolingvistisk forskning, hvor sprog antages indlejret i sociale kontekster, til også at omfatte økologiske kontekster. Grundlaget for den økologiske tilgang til sprog har ophav i kritik af konventionelle sprogsystemer. M.A.K Hallidays banebrydende artikel New Ways of Meaning: The challenge to applied linguistics fra 1990 betragtes som skelsættende, idet den inspirerer lingvister til at overveje den økologiske kontekst og sproglige konsekvenser. Artiklen vidner om en lingvistisk konstruktivisme, hvor sprog antages at konstruere verden. I artiklen diskuterer han emner som sexisme, klassicisme og speciesisme  i forhold til deres manifestation i den leksikalske og syntaktiske struktur i vores sprog. Diskursanalyse, pragmatik, antropologisk lingvistik, teoretisk lingvistik og undervisningsforskning var blandt de forskningsområder der opdagede gevinsten ved brug af økologiske parametre såsom sammenhænge, miljø og diversitet. I takt med at opmærksomhed på klimaforandringer og miljøbeskadigelse øges, kombineret med nyt syn på sammenhæng mellem sprog og miljø, dannes en ny gren indenfor sprogvidenskab, betegnet som økolingvistik.

## Overblik
Siden Hallidays bidrag er økolingvistik vokset i forskellige retninger. Forskellige redskaber og arbejdsramme er dermed lagt til at undersøge sproget i en økologisk kontekst. The international Ecolinguistic Association karakteriserer økolingvistik vha. følgende engelske citat:

"Eco linguistics explores the role of language in the life-sustaining interactions of humans, other species and the physical environment. The first aim is to develop linguistic theories which see humans not only as part of society, but also as part of the larger ecosystems that life depends on. The second aim is to show how linguistics can be used to address key ecological issues, from climate change and biodiversity loss to environmental justice.”

Økolingvistik beskrives som en undersøgelse af sprogets rolle i forhold til den livsopretholdende funktion som interaktionen mellem menneske, art og øvrigt fysiologisk miljø har. Deraf følger at man ønsker at udvikle teorier der betragter mennesket ikke kun som et medlem af et samfund eller et fællesskab, men også som en del af et større livsnødvendigt økosystem. Derudover er hensigten at vise, at lingvistik kan anvendes til at adressere nøgleemner som klimaforandringer, biodiversitet og miljøret.
Nyere bidrag indenfor den økologiske sproglige tilgang viser ikke kun at økolingvistiske teorier er redskaber eller arbejdsrammer, men at det økologiske system er integreret i vores kommunikation og naturlige sprog. På samme vis som det økologiske miljø opretholdes positivt via korrekt sprogbrug, og til gavn for alle organismer, skal man forebygge tab af naturlige etniske sprog. Overvejelserne har ophav i det newtonnske paradigme, hvor alle fænomener i livet optræder i en materialistisk verden af atomarisk konstruerede biologiske livsformer og kognitive systemer – individuelt, kollektivt og socialt. Dermed bliver de naturlige sprog til en arts kulturgenstand, der skal reddes fra at uddø. 
Seneste bud på økolingvistisk forskning er S. Puppels analyse der beskriver menneskeligt sprog som en levende organisme og betegner lingvistiske processer som biologiske, sociale og kulturelle kontekster i semiosfæren (Boguslawska-Tafelska (2016)). Jævnfør den biosemiotisk antagelse er betydning og mening (sema) indbygget i kroppens natur (soma). Kroppen er dermed hverken hjerne eller psyke. Kroppen forstås derimod som en helhedsdynamik der er indlejret i den kommunikative vekselvirkning, hvor celler, væv og organer i kroppen er i samspil med sociale kontekster.
Puppel anser naturligt og etnisk sprog for levende organismer, som er i et komplekst forhold til andre sprog. Sprog konkurrerer, samarbejder og viser en form for hierarkisk overvægt når de er i gensidig påvirkning af hinanden. På globalt plan vil naturlige sprog altid vise en dominans ved interaktion med andre sprog. Den hierarkiske overvægt eller dominans udtrykker en hyppig brugt metafor ”livet er en kamp”, hvilket beskriver den kamp som levende organismer gennemgår, for at bevare deres status som høj rang i kontrast til lav rang. Deraf følger, at verdens sproglige systemer er i et overlevelsesforhold ved kontakt med hinanden, idet lånte ord, sætninger, ordsprog mm. påvirker sproget i begge lejre, og derfor må de sproglige systemer konkurrere om at bevare deres status som ”høj” i forhold til ”lav”.

## Den økologiske sproglige analyse
Den økologiske sproglige analyse trækker på mange lingvistiske redskaber og metodologier for at udforske måden hvorpå vi lever vores levede liv. Alt fra kritisk diskursanalyse, kognitiv lingvistik og identitetsteori til retorisk og systemisk funktionel grammatik. Måden vi mennesker forholder os til os selv og verden på, er resultat af individets kognitive strukturer, indlejret i det sociale fællesskab, i et bestemt samfund. Disse strukturer afgør, hvordan mennesker behandler andre mennesker, dyr, planter, skove, havet eller andet organisk miljø. Ved at stille sig kritisk til menneskets levemåde - fra et overvejet økolingvistisk perspektiv – er det muligt at opfordre mennesker til at beskytte vores livsopretholdende økosystemer. Det bliver dermed også muligt at opfordre til forebyggelse af destruktiv adfærd, som skader økosystemet. Mange eksempler er gennem tiden blevet brugt til at understøtte det økolingvistiske projekt, bl.a. opmærksomhed på brug af eufemisme i atomkraftdebatten, eller det ringe vokabular ved adressering af miljøsager i offentlige debatter. 
Da sprog berører alle aspekter i vores liv, mener økolingvister, at uhensigtsmæssig adfærd og skadelige virkninger kan adresseres via eksempler såsom overdrevent forbrug, uetisk dyreproduktion eller intensivt landbrug. ”Vores moder jord voldtages” er et af de eksempler, der viser vores adfærd mod jorden, og holdning til at jorden ses som et maskineri (Fill & Mühlhäusler (2011)). ”Voldtægt” er normalt et negativt ord, men ved bevidst at bruge den i den nævnte sammenhæng vendes virkningen til positiv påvirkning. Udforskning af naturpoesi, miljørettet forfatterskab og kreativ anvendelse af diverse verdenssprog har ydermere givet økolingvister nye måder at omtale vores liv og jord positivt (positiv diskursanalyse). Hvad der startede som kritisk diskursanalyse, hvor hensigten var at undersøge skjulte antagelser og indirekte beskeder om miljøet, er nu en diskursanalyse, der behandler ethvert emne, der kan have indflydelse på vores fremtidige økosystem: f.eks. neoliberal økonomisk diskurs, køn, politik, natur, landbrug etc. (behandlet i Goatly (2000) jf. Fill & Mühlhäuser (2011)). Således bliver økologisk kommunikation og økokritisk studie til tilgange, som placerer økosystemet som omdrejningspunktet for undersøgelse i det økolingvistiske projekt.

## Økologisk kommunikation
Kommunikation i den økolingvistiske forståelse tager afstand fra enhver form for disciplinære studier. Kommunikation må nemlig hverken antages for kohærent videnskab eller akademiske discipliner. Økolingvister anser konventionelle kommunikationsstudier for budskabs-drevne, idet de fokuserer på budskaber og effekten deraf. (Jf.Krippendorff i Fill & Mühlhäuser( 2011)). 
Økologisk kommunikation skal derimod kunne give os nye indsigter i hvordan vi forholder os til naturkatastrofer – ikke kun budskaber om hvordan situationen er, men sproglig intervention i naturens gang. Ydermere skal kommunikation kunne skabe nye kreative tiltag for at redde planeten, og dermed afhjælpe miljøkrisen.